# Wendlandia basistaminea
Wendlandia basistaminea är en måreväxtart som beskrevs av Ferdinand von Mueller. Wendlandia basistaminea ingår i släktet Wendlandia och familjen måreväxter.
Artens utbredningsområde är Queensland. Inga underarter finns listade i Catalogue of Life.